# Хот-дог по-чикагски

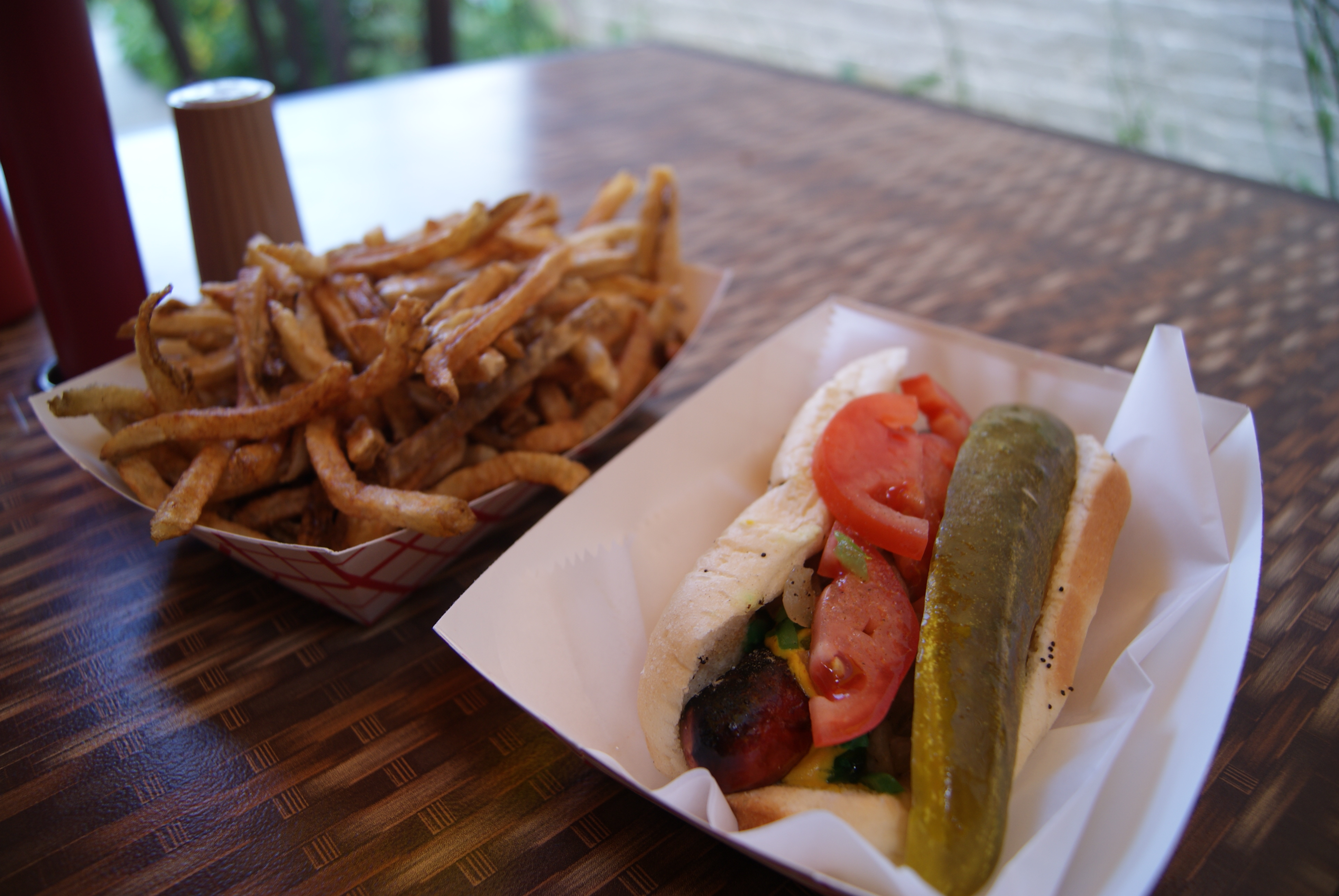
Хот-дог по-чикагски с картофелем фри на утином жире.

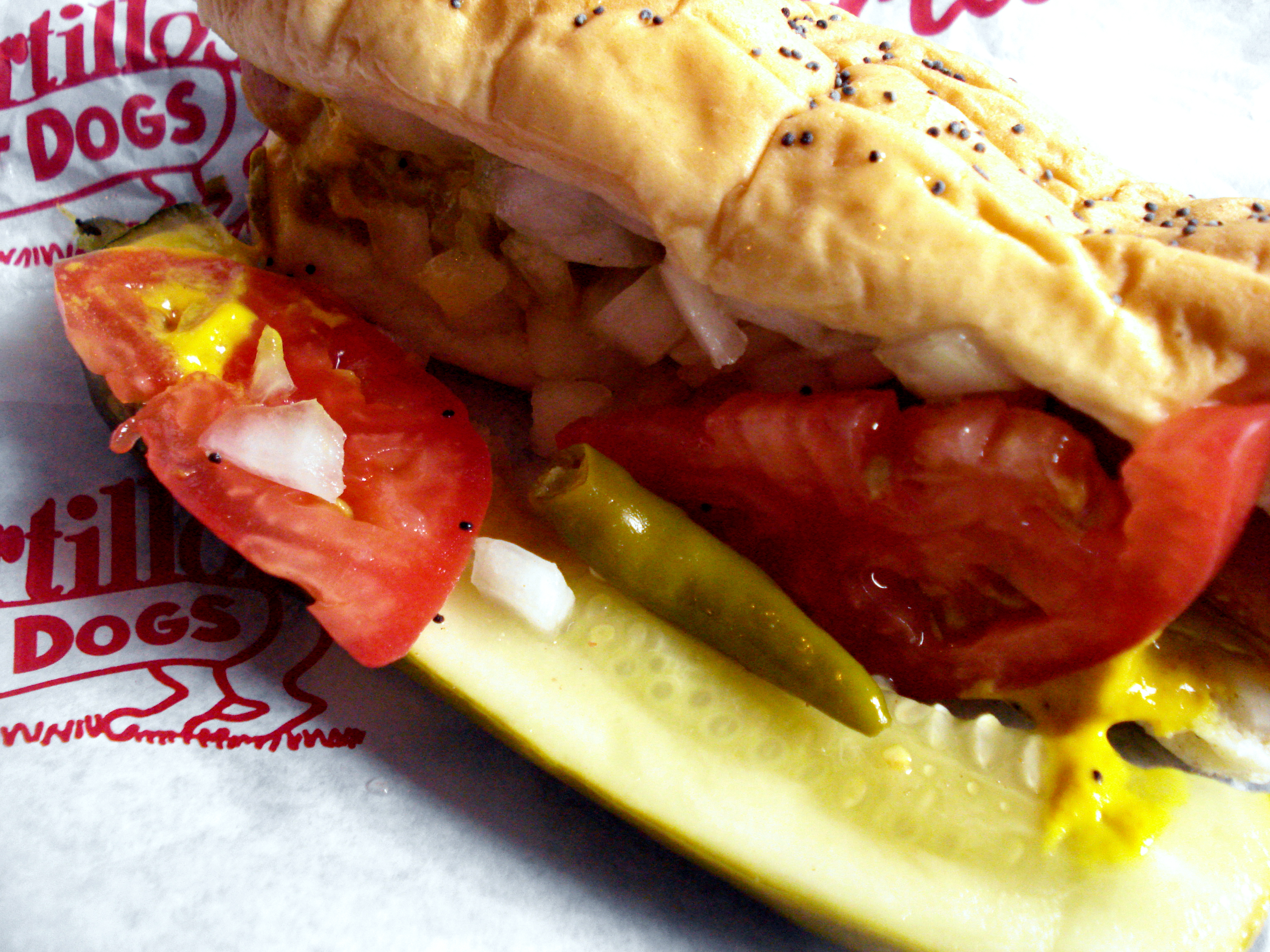
Хот-дог по-чикагски в Portillo’s

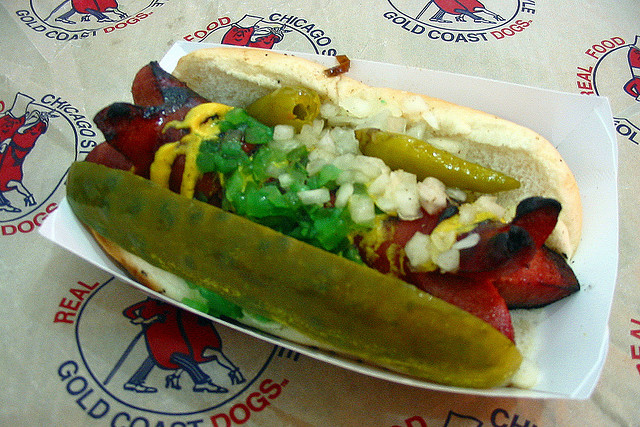
Хот-дог, приготовленный на углях (char-dog) с надрезанными концами

Хот-дог по-чикагски или Чикагский хот-дог (англ. Chicago-style hot dog), также Chicago Dog или Chicago Red Hot — разновидность хот-дога, возникшая в Чикаго, США. Хот-дог представляет собой сосиски из говядины в булочке с маком. Приправлен жёлтой горчицей, нарезанным белым луком, ярко-зелёным сладким релишем, маринованными огурцами, кусочками помидоров, маринованным стручковым перцем и щепоткой сельдерейной соли. На кухонном жаргоне говорят, что полная сборка чикагского хот-дога происходит по методу «dragged through the garden» из-за большого количества начинки.
Способ приготовления самого хот-дога зависит от предпочтений продавца. Чаще всего сосиски готовят на пару, варят в воде на маленьком огне или, реже, жарят на углях (в этом случае их называют «char-dogs»).
Канонический рецепт не включает кетчуп, и среди многих чикагцев и поклонников широко распространено мнение, что кетчуп неприемлем. Некоторые продавцы хот-догов в Чикаго не предлагают кетчуп в качестве приправы.

## История
Сосиска прибыла в Чикаго через Франкфурт из Вены. Свиные колбаски известны во Франкфурте с XIII века. Примерно в XIX веке мясник из Вены добавил в колбасную смесь говядину. Он назвал её «венско-франкфуртская» (wiener-frankfurter). В конце концов, добравшись до Чикаго, сосиски или Franks, подаваемые в булочках, стали популярными на ярмарках и бейсбольных играх. Кошерная сосиска из говядины, не содержащая свинины, была произведена компанией Fluky’s в 1929 году. Во время Великой депрессии их продавали за пять центов с тележек на Максвелл-стрит. Два австро-венгерских иммигранта продавали свои венские говяжьи сосиски на Всемирной выставке 1893 года в Чикаго. Vienna Beef стала крупным производителем хот-догов и к началу 2000-х годов была одним из основных поставщиков передвижных ларьков для хот-догов.

## Вариации
Вариант «dragged through the garden» активно продвигают два самых известных чикагских производителя хот-догов Vienna Beef и Red Hot Chicago, но распространены и исключения: продавцы добавляют ломтики огурца или салата, исключая семена мака или соль с сельдереем, или же используя простую приправу или хот-дог без оболочки. Несколько популярных продавцов хот-догов предлагают более простую версию, известную как «Depression Dog»: приготовленная на пару сосиска в натуральной оболочке, содержащая только горчицу, лук, простую приправу и перец, завёрнутая в нарезанный вручную картофель фри, в то время как в драйв-ин Superdawg в частности, заменяют маринованные помидоры свежими. Многие продавцы предлагают хот-дог по-чикагски с сырным соусом, известный как cheese-dog. Рестораны Boz Hot Dogs предлагают уникальный сырный соус начо с кусочками перца халапеньо.

## Приготовление
Сосиску для хот-дога по-чикагски готовят в горячей воде или готовят на пару перед добавлением начинки. Менее распространённый вариант — на угольном гриле и называется он «угольным хот-догом» или чар-дог (char-dog, от charcoal — уголь). Чар-доги легко идентифицировать, потому что очень часто перед приготовлением концы сосиски нарезают крест-накрест в стиле швейцарcкого сервелата, в результате чего во время приготовления сосиски приобретают характерную форму Х («завитого креста»). Некоторые киоски с хот-догами, такие как Wieners Circle, готовят только угольные хот-доги.
Типичный хот-дог из говядины весит 1/8 фунта или 2 унции (57 г), а самый традиционный тип имеет натуральную оболочку, обеспечивающую характерный «щелчок» при укусе.
Булочки используются с высоким содержанием глютена, которые выдерживают нагревание паром, как правило, марки S. Rosen’s Mary Ann от Alpha Baking Company.

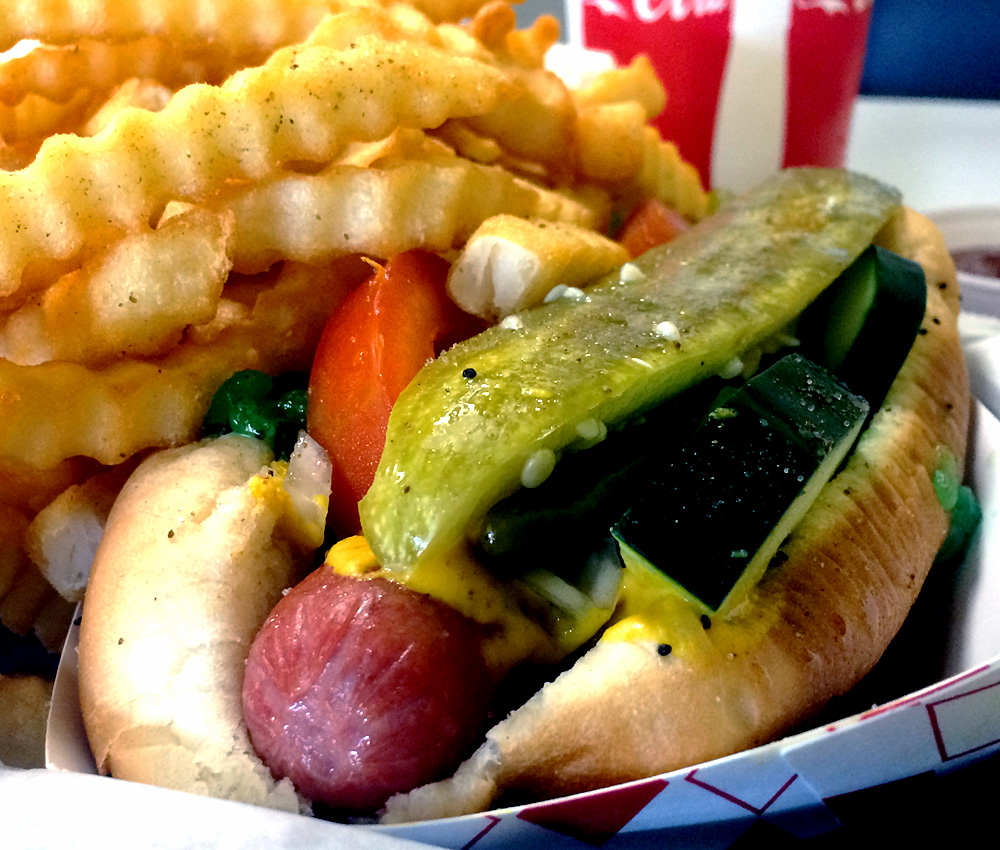
Хот-дог по-чикагски, приготовленный в ресторане Johnniebeefs в Солт-Лейк-Сити, штат Юта, США.

## Рестораны
В Большом Чикаго больше ресторанов с хот-догами, чем ресторанов McDonald’s, Wendy’s и Burger King вместе взятых. Ларёк с хот-догами в Чикаго может продавать другие закуски, включая булочки с сосисками Maxwell Street Polish, гирос, свиные отбивные и итальянские сэндвичи с говядиной, корн-доги, тамале, пиццу и итальянский лёд. Рестораны часто имеют уникальные названия или архитектурные особенности.

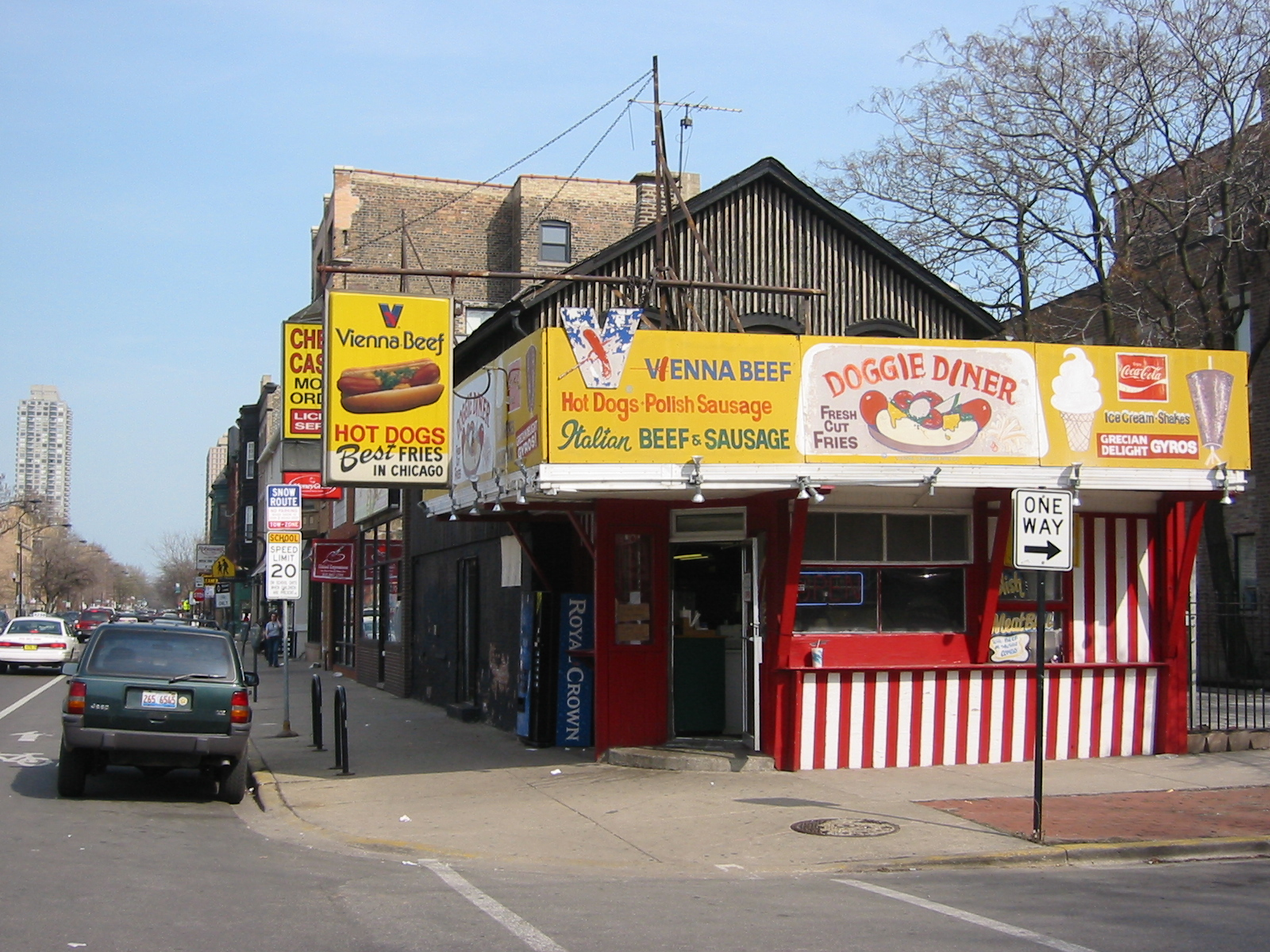
Закусочная с хот-догами в Чикаго, 2003 г.

### Популярные и исторические заведения
- Fluky’s
- Gene & Jude’s
- Hot Doug’s (закрыто)
- Portillo’s
- Superdawg
- The Wieners Circle
- Woody’s Chicago Style